# ناير
ناير (بالإنجليزية: Nayer)‏ ريغالادو (من مواليد 2 أغسطس 1988) المعروفة باسم ناير، هي مغنية بوب أمريكية. ومعروف عنها أنها باعتبارها فنانة مميزة جنبا إلى جنب مع ني-يو لعام 2011 وبيتبول الأغنية الموحدة "Give Me Everything"، التي ينتجه Afrojack. وكما هو معروف أنها ضربة لها واحدة في عام 2011 بعنوان "Suave Kiss Me" يضم مغني الراب الأمريكي بيتبول والسويدي الكونغوليين Mohombi المغني وكاتب الأغاني.

## وقت مبكر من الحياة
ولدت ناير على 2 أغسطس 1988 من أب كوبي وأم من أصول برازيلية. وهي مواطنة من ميامي، فلوريدا، وقالت انها بدأت الغناء والتمثيل الوظيفي في سن 7.

## سيرة

### 2002-2007: البدايات المهنية وأي شيء إلا الاثنين
وقد ظهرت في العديد من الإعلانات ناير، والإعلانات التجارية والمسلسلات والكرنفالات، والمؤسسات، والمناسبات الخيرية والبرامج التلفزيونية. وقد شاركت في مسابقة موهبة كبيرة يدعى «البحث عن النجوم»، وظهرت أيضا في التلفزيون تظهر Sábado جيغانتي، ودعت في عرض لوس انجليس المنطقة الهشة المحلى (بث من خلال نيفيسيون). بدعم من والديها، انتقلت إلى لوس أنجلوس عندما كان عمرها 14 عاما، لتسجيل أغنية ستة التجريبي. بعد التسوق التجريبي لتسميات، تأمين ناير صفقة التسجيل الرئيسية في ديسكوهات سوني الموسيقى المنحى ومقره ميامي واللاتينية التي كانت تبحث عن صوت لمسار جديد يسمى "First Kiss Primer Beso". سجلت بواسطة ناير في سن ال 16، وأنتجت من قبل ريمكس دي جي السائل في اللغتين الإنجليزية والإسبانية، "First Kiss Primer Beso " هي الأغنية والرقص، وارتفع الخرائط والموسيقى والرقص قريبا بعد صدوره في يونيو 2002 لتصل إلى لوحة الأعلى 40 في المخططات البيانية للرقص. ومع ذلك، يرجع ذلك إلى أسباب تجارية، صدر أول ألبوم ناير.
واصلت ناير على صقل لها الغناء، والرقص، والإيتار والبيانو المهارات في حين لا يزال الغناء / أغنية الكتابة حتى اختير أنها تصل في عام 2005 لتحل محل كانديس بيلاي في pop-R & B الفتاة أي شيء إلا الاثنين، أول واحد "Buckwild" في 2008، من خلال السماح للوصول إلى دي جي وملف تقاسم مسارات رئيسية للتعديل.

### 2007 إلى الوقت الحاضر: بيتبول وأول ألبوم
تم اكتشاف ناير بواسطة الكوبي الأمريكي مغني الراب بيتبول في عام 2007 أنجبت منه الفرصة للقيام بالتعاون مع بضع سنوات إلى الوراء في حين وقعت لشركة سوني. وقالت انها حصلت على الفور في مع المنتجين وبدأت العمل على أغنية لها موسيقى والكتابة، في حين ظهرت في هذه العملية على مختلف الأغاني والفيديو من مغني الراب من ألبوماته Rebelution، Armando وPlanet Pit، مثل ""I Know You Want Me" و "Shut It Down" (مع أيكون). ثم إنها فعلت ذلك المشروع المشترك مع إعادة بنائه وسرعان ما يعتقد أنه رأى جودة نجم وعامل "IT" في ناير، إنها سوبرستار!

## الألبومات

### لعبة ممتدة
| Title      | Album details                                                         |
| ---------- | --------------------------------------------------------------------- |
| First Kiss | - Released: June 25, 2002 - Label:: Sony Music - Format: تحميل موسيقى |

### الفردي
| Title                                                                         | Month | Peak chart positions | Peak chart positions | Peak chart positions | Peak chart positions                   | Peak chart positions | Album            |
| Title                                                                         | Month | بيلبورد هوت 100      | أغاني أندية الرقص    | كاناديان هوت 100     | سنديكا ناسيونال دي ليديسيون فونوغرافيك | SVK                  | Album            |
| ----------------------------------------------------------------------------- | ----- | -------------------- | -------------------- | -------------------- | -------------------------------------- | -------------------- | ---------------- |
| "First Kiss"                                                                  | 2002  | —                    | 39                   | —                    | —                                      | —                    | First Kiss EP    |
| "Suave (Kiss Me)" (featuring موهومبي and بيتبول (مغني))                       | 2011  | —                    | —                    | 34                   | 49                                     | 5                    | Non-album single |
| "—" denotes a title that was not released or did not chart in that territory. |       |                      |                      |                      |                                        |                      |                  |

### كفنان متميز
| Title                                                                         | Year | Peak chart positions | Peak chart positions | Peak chart positions | Peak chart positions | Peak chart positions                   | Peak chart positions | Peak chart positions | Peak chart positions  | Peak chart positions | Peak chart positions | Certifications | Album               |
| Title                                                                         | Year | بيلبورد هوت 100      | أريا تشارتس          | أو3 النمسا توب 40    | كاناديان هوت 100     | سنديكا ناسيونال دي ليديسيون فونوغرافيك | ترتيب أغاني أيرلندا  | NL                   | ريكورديد ميوزك إن زيت | SVK                  | يو كاي سنغلس تشارتس  | Certifications | Album               |
| ----------------------------------------------------------------------------- | ---- | -------------------- | -------------------- | -------------------- | -------------------- | -------------------------------------- | -------------------- | -------------------- | --------------------- | -------------------- | -------------------- | --- | ------------------- |
| "Pearly Gates" (بيتبول (مغني) featuring Nayer)                                | 2010 | —                    | —                    | —                    | —                    | —                                      | —                    | —                    | —                     | 67                   | —                    | | Non-album single    |
| "Vida 23" (Pitbull featuring Nayer)                                           | 2010 | —                    | —                    | —                    | —                    | —                                      | —                    | —                    | —                     | —                    | —                    | | Armando             |
| "Give Me Everything" (Pitbull featuring ني-يو، أفروجاك & Nayer)               | 2011 | 1                    | 2                    | 3                    | 1                    | 2                                      | 1                    | 1                    | 2                     | 2                    | 1                    | - AUS: 6× Platinum - AUT: Platinum - اتحاد صناعة الموسيقى الفيدرالي ‏: Platinum - ريكورديد ميوزك إن زيت: Platinum - SWE: Platinum - SWI: Platinum - UK: Platinum | Planet Pit          |
| "Dirty Dancer (Remix)" (إنريكيه إغليسياس with أشر featuring ليل وين & Nayer)  | 2011 | 18                   | 24                   | 14                   | 11                   | 49                                     | 22                   | —                    | 22                    | 2                    | 21                   | - US: Gold - AUS: Platinum - رابطة صناعة التسجيلات الكندية ‏: Platinum                                                                                           | Euphoria            |
| "Name of Love" (Jean-Roch featuring Pitbull & Nayer)                          | 2012 | —                    | —                    | —                    | —                    | 49                                     | —                    | —                    | —                     | —                    | —                    | | Music Saved My Life |
| "—" denotes a title that was not released or did not chart in that territory. |      |                      |                      |                      |                      |                                        |                      |                      |                       |                      |                      | |                     |

### مظاهر الألبوم
| Year | Song           | Artist(s)                     | Album      |
| ---- | -------------- | ----------------------------- | ---------- |
| 2009 | "Full of Shit" | بيتبول (مغني) & Bass III Euro | Rebelution |

## روابط خارجية
- ناير على موقع IMDb (الإنجليزية)
- ناير على موقع ميوزك برينز (الإنجليزية)
- ناير على موقع أول ميوزيك (الإنجليزية)
- ناير على موقع ديسكوغز (الإنجليزية)